# 宇宙の晴れ上がり
宇宙の晴れ上がり（うちゅうのはれあがり）は、ビッグバン理論において宇宙の始まり以来、初めて光子が長距離を進めるようになった時期を指す。ビッグバンからおよそ38万年後に宇宙の温度は約 3000 K まで低下し電子と原子核が結合して原子を形成すると、光子は電子との相互作用をせずに長距離を進めるようになる。つまり、初期宇宙は電離度が大きいため光子にとっては「霧がかった」状態にあるが、再結合により電離度が減少する結果として宇宙は透明になる（晴れ上がる）。
「宇宙の晴れ上がり」という用語は佐藤文隆の提案によるもので、この言葉に直接対応する英語の定訳はない。この時期のことを英語では recombination epoch（再結合期）などと呼んでいる。

## 水素の再結合と宇宙の晴れ上がり

### 水素の再結合
宇宙の温度が数 eV より高温の初期宇宙ではほとんどすべての水素原子は電離状態にあるため、光子は電子と頻繁にトムソン散乱する。やがて宇宙の温度が下がり物質密度が減少すると、電子と陽子が結合し電気的に中性な水素を形成する。この過程は宇宙の再結合として知られている。
宇宙の再結合は1968年にジェームズ・ピーブルス、およびそれとは独立にヤーコフ・ゼルドビッチのグループによって詳しく調べられた。初期宇宙では陽子、電子、光子は熱平衡にあり、サハの電離公式
{\displaystyle {\frac {x_{e}^{2}}{1-x_{e}}}={\frac {1}{(1-Y_{p})n_{\mathrm {b0} }}}\left({\frac {m_{e}k_{\mathrm {B} }T}{2\pi \hbar ^{2}}}\right)^{\frac {3}{2}}\exp \left(-{\frac {B_{1}}{k_{\mathrm {B} }T}}\right)}
が良い近似で成り立つ ({\displaystyle T} は光子の温度、{\displaystyle k_{\mathrm {B} }} はボルツマン定数、{\displaystyle \hbar } は換算プランク定数、{\displaystyle m_{e}} は電子質量、{\displaystyle B_{1}=13.6\,\mathrm {eV} } は水素原子の結合エネルギー、{\displaystyle n_{\mathrm {b0} }} は現在の宇宙のバリオン数密度、{\displaystyle Y_{p}=0.75} はビッグバン元素合成によるヘリウム存在量)。やがて密度が減少し再結合の反応率がハッブル時間を上回るようになると熱平衡が破れる（ガモフの基準）。ピーブルスのモデルでは中性水素の状態として 1s 状態、2s 状態、2p 状態を考え、2s 状態から 1s 状態への2光子遷移、2p 状態から 1s 状態へのライマンα遷移を考慮する。ただし、ライマンα遷移により放射されるライマンα光子が近傍の 1s 水素に吸収されるとそれを 2p 状態へ励起するが、この過程はライマンα光子が赤方偏移を受け 1s 水素の吸収線幅から外れると起こらない。この結果、電離度 {\displaystyle x_{e}} は
{\displaystyle {\frac {dx_{e}}{dT}}={\frac {\alpha _{\mathrm {B} }}{HT}}{\frac {\Gamma _{2s}+3P\Gamma _{2p}}{\Gamma _{2s}+3P\Gamma _{2p}+\beta }}\left[(1-Y_{p})n_{\mathrm {b0} }x_{e}^{2}-\left({\frac {m_{e}k_{\mathrm {B} }T}{2\pi \hbar ^{2}}}\right)^{2}\exp \left(-{\frac {B_{1}}{k_{\mathrm {B} }T}}\right)(1-x_{e})\right]}
{\displaystyle \beta =\alpha _{\mathrm {B} }\left({\frac {m_{e}k_{\mathrm {B} }T}{2\pi \hbar ^{2}}}\right)^{\frac {3}{2}}\exp \left(-{\frac {B_{1}}{4k_{\mathrm {B} }T}}\right)}
という方程式を満足することになる。ここに {\displaystyle \alpha _{\mathrm {B} }} はケース B の再結合係数、{\displaystyle H} はハッブルパラメータ、{\displaystyle \Gamma _{2s}=8.22458\,\mathrm {sec} ^{-1}} は 2 光子遷移 {\displaystyle 2s\to 1s} の単位時間あたりの確率、{\displaystyle \Gamma _{2p}=4.699\times 10^{8}\,\mathrm {sec} ^{-1}} はライマンα遷移率、
{\displaystyle P={\frac {8\pi H}{4\lambda _{\alpha }^{3}n_{1s}(t)}}}
はライマンα光子の吸収線幅からの「脱出確率」（{\displaystyle \lambda _{\alpha }} はライマンα光子の波長）である。この方程式を解くことで電離度 {\displaystyle x_{e}} の時間進化を求めることができ、{\displaystyle T\sim 4000\,\mathrm {K} } 付近で {\displaystyle x_{e}} は 1 から減少し始め、{\displaystyle T=100\,\mathrm {K} } で {\displaystyle x_{e}\sim 2\times 10^{-4}} まで減少する。
このモデルは1999年に Seager, Sasselov & Scott による精密な数値計算によって検証され、基本的に正しい描像を与えることが確認された。ただし彼らの結果によると、ピーブルスモデルにおいて再結合係数 {\displaystyle \alpha _{\mathrm {B} }} として 1.14 を乗じたものを採用することで精密な計算との定量的な一致がさらに改善する。また、ヘリウムの再結合は1969年に佐藤文隆らによって計算された後、最近では2008年に Switzer & Hirataによってより精密な計算がなされた。

### 宇宙マイクロ波背景輻射
電離度が小さくなると光子の平均自由行程は大きくなり、宇宙空間を自由に進むことができるようになる。これが宇宙の晴れ上がりである。これらの光子は物質と相互作用することなく直進し、現在宇宙マイクロ波背景輻射 (CMB) として観測される。この間に宇宙膨張に伴う赤方偏移を受けるため、宇宙の晴れ上がりの時点では約 3000 K であったCMBは現在では {\displaystyle T_{0}=2.725\,\mathrm {K} } のプランク分布に従う。
ただし、赤方偏移 10 以下の宇宙では恒星などのフィードバックにより銀河間物質は電離状態にあることが知られている。宇宙の晴れ上がりの段階で一旦再結合した物質が再び電離するこの過程は宇宙の再電離と呼ばれる。宇宙の再電離による光学的厚みは 0.1 を超えないが、それでもCMB温度異方性の解析といった精密宇宙論の研究には無視し得ない影響を与える。

## 最終散乱面
宇宙の晴れ上がりの時刻は、現在の宇宙を満たしているCMB光子の多くが最後に電子と散乱した時刻である最終散乱面として求めることができる。光子が時刻 {\displaystyle t} から現在までの間に散乱する確率 {\displaystyle O} は、現在から過去向きに測った光子の光学的厚さ
{\displaystyle \tau (t)=\int _{t}^{t_{0}}c\sigma _{\mathrm {T} }n_{e}(t)dt}
を用いて {\displaystyle O=1-e^{-\tau }} と書くことができる。従って最終散乱面は {\displaystyle \tau =1} となる時刻、またはビジビリティ関数
{\displaystyle V(t):={\frac {1}{a}}{\frac {dO}{dt}}}
({\displaystyle a} はスケール因子) が最大値を取る時刻 {\displaystyle t_{\mathrm {LS} }} として求めることができる。Planck18の宇宙論パラメータのもとではこれは {\displaystyle t=3.738\times 10^{5}\,\mathrm {yr} }、あるいは赤方偏移パラメータでは {\displaystyle z=1090} と見積もられる。

## 関連文献
- 中川直哉「宇宙における化学進化」『日本航空宇宙学会誌』第26巻第288号、日本航空宇宙学会、1978年、12-18頁、doi:10.2322/jjsass1969.26.12　。